# T'Pau
T'Pau é uma banda britânica de rock com sucesso nos finais da década de 1980 liderado pela cantora Carol Decker. O grupo atingiu o Top 40 no Reino Unido, e teve algum sucesso nos Estados Unidos da América e Europa. Decker ainda canta com o nome T'Pau nos shows a solo e em concertos de nostalgia da década dos anos 80

## Carreira
A banda T'Pau formou-se em 1986 e retirou o seu nome de uma personagem de Star Trek. O seu primeiro disco foi o tema Heart and Soul (1987) que começou por ser um fracasso de vendas, mas que foi um êxito nos Estados Unidos da América, tendo atingido o 4º lugar de vendas, por ter aparecido num anúncio publicitário das calças da marca Levi's. Este tema tornou-se também um sucesso de vendas no Reino Unido, uns meses depois, graças ao referido anúncio. No ano seguinte (1988) conseguiram o seu maior sucesso, com a balada China in Your Hand que liderou o top de vendas do Reino Unido durante cinco semanas e obteve sucesso também no resto da Europa e nos Estados Unidos da América.
Outro sucessos desta banda foram o temas Valentine, Sex Talk ,Intimate Strangers), I Will Be With You, and Secret Garden. O seu álbum mais vendido foi Bridge Of Spies (chamado nos Estados Unidos da América de T'Pau Apesar de tudo, a banda, não conseguiu manter o sucesso e dissolveu-se em 1991.

## Membros da Banda
Decker reformou a banda com um novo elenco em 1998 e a banda continuou a trabalhar regularmente, mas sem alcançar jamais o sucesso obtido na década de 1980.

### Membros
- Carol Decker (Liverpool, 10 de Setembro de 1957- ) — vocalista /letrista
- Dean Howard (Londres, 7 de Maio de 1961) — guitarrista
- Ronnie Rogers (Shrewsbury, 13 de Março de 1959) — guitarrista/ Compositor
- Tim Burgess - (Macclesfield, 6 de Outubro de 1961), — percussões
- Michael Chetwood (Telford, 26 de Agosto de 1954),— teclados
- Paul Jackson (Telford, 8 de Agosto de 1961- — , guitarra-baixo

## Discografia
Álbuns
- Bridge Of Spies (1987, UK No. 1)
- Rage (1988, UK No. 4)
- The Promise (1991, UK No. 10)
- Heart And Soul - The Very Best Of T'Pau (1993, UK No. 35)
- The Greatest Hits (1997)
- Red (1998)
- Greatest Hits Live (2003)
- Hits ( (2005)

Singles
- "Heart And Soul" (1987, US No. 4)
- "Intimate Strangers" (1987)
- "Heart And Soul" (re-issue) (1987, UK No. 4)
- "China in Your Hand" (1987, UK No. 1)
- "Bridge of Spies" (1988, Estados Unidos da América/Alemanha release only)
- "Valentine" (1988, UK No. 9)
- "Sex Talk (Live)" (1988, UK No. 23)
- "I Will Be With You" (1988, UK No. 14)
- "Secret Garden" (1988, UK No. 18)
- "Road To Our Dream" (1988, UK No. 42)
- "Only The Lonely" (1989, UK No. 28)
- "Whenever You Need Me" (1991, UK No. 16)
- "Walk On Air" (1991, UK No. 62)
- "Soul Destruction" (1991)
- "Only A Heartbeat" (1991, Estados Unidos da América/Japão release only)
- "Valentine" (re-issue) (1993, UK No. 53)
- "Heart And Soul '97" (1997)
- "With A Little Luck" (1998, Promo release only)
- "Giving Up The Ghost" (1999)

## Outras canções
T'Pau também gravaram versões rock da banda The Monkees' "I'm A Believer", Petula Clark's "Downtown e The Left Banke's "Walk Way Reneé" todas com o vocalista Ron Rogers.